# Президентские выборы в Чили (1896)
Президентские выборы в Чили проходили 25 июня 1896 года по системе выборщиков. В равной борьбе победил Федерико Эррасурис Эчауррен.

## Контекст выборов
Перед выборами 1896 года были сформированы две коалиции: Либерально-консервативная и Либеральный альянс. Федерико Эррасурис Эчауррен, сын бывшего президента Франсиско Эррасуриса Мартинеса, был кандидатом от Либерально-консервативной коалиции, состоящей в основном из некоторых национальных Консервативных партий и его собственной Либеральной партии. Его соперником был Висенте Рейес, поддерживаемый Либеральным альянсом, в который входили Радикальная партия, Демократическая партия и его собственная Партия либеральной доктрины. Предвыборная кампания была исключительно активная, оба кандидата были примерно равные по влиянию и получили очень близкое количество голосов. В процессе голосования выборщиков было несколько заявлений о фальсификациях и Либеральный альянс отказался признавать результаты. После этого был созван пленум Национального Конгресса, который аннулировал 11 голосов и провёл процедуру подтверждения. Федерико Эррасурис получил на два голоса больше, чем Висенте Рейес, и был объявлен победителем.

## Результаты

### Голосование выборщиков
| Кандидат                    | Партия                             | Голоса | %      |
| Федерико Эррасурис Эчауррен | Либерально-консервативная коалиция | 143    | 50,71% |
| --------------------------- | ---------------------------------- | ------ | ------ |
| Педро Висенте Рейерс        | Либеральный альянс                 | 139    | 49,29% |
| Всего                       |                                    | 282    | 100%   |

### Подтверждение на пленуме Конгресса
| Кандидат                    | Партия                             | Голоса | %     |
| Федерико Эррасурис Эчауррен | Либерально-консервативная коалиция | 62     | 50,82 |
| --------------------------- | ---------------------------------- | ------ | ----- |
| Педро Висенте Рейерс        | Либеральный альянс                 | 60     | 49,18 |
| Воздержались                |                                    | 1      |       |
| Всего                       |                                    | 122    | 100%  |